# Вулиця Степана Бандери (Чернігів)
Вулиця Степана Бандери — вулиця в Новозаводському районі міста Чернігова, в історичній місцевості (районі) Шерстянка. Пролягає від вулиці Леоніда Пашина до перехрестя вулиць Ціолковського та Текстильників.
Прилучаються вулиці Дніпровська, Тургенєва, Танкістів.

## Історія
Новоокружна вулиця прокладена в 30-і роки XX століття.
1955 року заснований «Ремонтно-механічний завод» Головного управління лісозаготівельних організацій Міністерства міського та сільського будівництва УРСР. Спочатку підприємство займалося ремонтом автомобілів і тракторів. У період 1976—1977 років проведено реконструкцію, побудовано ряд нових корпусів. З 1977 року називається «Чернігівський завод металоконструкцій і металооснастки» (будинок № 18, хоча в виданні «Чернігівщина: Енциклопедичний довідник» вказується будинок № 1 вулиці Ціолковського), а з 1984 року є експериментальним заводом Головного управління механізації будівництва Міністерства промислового будівництва УРСР.
У 1960 році вулиця отримала назву на честь російського фізика і електротехніка Олександра Степановича Попова.
10 липня 2024 року, під час сесії Чернігівської міськради, рішенням місцевих депутатів, вулиця була перейменована на честь Степана Бандери. 

## Забудова
Вулиця пролягає від адміністративного кордону Чернігівської міськради з Чернігівським районом в східному напрямку до залізничної лінії Чернігів-Горностаївка, потім робить поворот в південному напрямку і тягнеться уздовж залізниці. Парна та непарна сторони вулиці зайняті територією промислових підприємств, складів і баз; після примикання вулиці Тургенєва непарна сторона зайнята садибною, частково малоповерховою і багатоповерховою житловою забудовою.
Установи: (всі, крім будинку № 63, розташовані на парній стороні вулиці)
1. будинок № 2А — «Зерно-Агротрейд» (база постачання)
2. будинок № 3 — управління механізації будівництва «Чернігівбуд»
3. будинок № 5 — «Чернігівський завод будматеріалів № 2»
4. будинок № 6 — «Чернігівський цегельний завод»
5. будинок № 6А — домобудівний комбінат
6. будинок № 8А — Чернігівське РСУ
7. будинок № 18 — «Чернігівський завод металоконструкцій і металооснастки»
8. будинок № 63 — «Чернігів вторчермет»